# Capacidad de uso del suelo
La capacidad de uso del suelo es una forma de clasificar los suelos según un ordenamiento sistemático de carácter práctico e interpretativo, fundamentado en la aptitud natural que presenta el suelo para producir constantemente bajo tratamiento continuo y usos específicos. Este ordenamiento proporciona una información básica que muestra la problemática de los suelos bajo los aspectos de limitaciones de uso, necesidades y prácticas de manejo que requieren y también suministra elementos de juicio necesarios para la formulación y programación de planes integrales de desarrollo agrícola.
Existe una diversidad de conceptos tales como capacidad de uso, uso potencial, vocación de uso, aptitud de uso, uso mayor, que dan lugar a una variedad de interpretación, que resulta en una confusión alarmante. Los más aplicados en el área andina son:
- Clasificación por capacidad de uso del suelo, USDA, (8 categorías)
- Capacidad de uso mayor de la tierra, IICA basado en HOLDRIDGE, (9 categorías)
- Evaluación de tierras, FAO; (8 Categorías)
- Evaluación de tierras para riego, USBR (6 categorías)

Cada uno de estos sistemas de clasificación poseen ventajas y desventajas de cualidades y limitaciones, generalmente se tienen discrepancias metodológicas y de resultado.
El sistema de clasificación generalmente adoptado está basado en las Normas y Principios del Servicio de Conservación de Suelos en los Estados Unidos de América, pero adecuado a los patrones edáficos, climáticos y topofisiográficos existentes en el área que se está analizando. 
Desde el punto de vista de su uso en el sector agropecuario, los suelos se dividen generalmente en 8 clases. Estas se diferencian unas de otras por el grado de limitaciones permanentes o riesgos que involucra su uso: 
- El primer grupo comprende cuatro clases de capacidad, que van de la Clase I a la Clase IV. La Clase I es considerada la mejor y se supone que carece prácticamente de limitaciones, las cuales aumentan de la II a la IV.
- El segundo grupo está integrado por las Clases V y VI, y sus limitaciones aumentan progresivamente de la V a la VI.
- El tercer grupo consta solo de la Clase VII y agrupa suelos apropiados generalmente para la explotación forestal.
- Por último, el cuarto grupo consta solo de la Clase VIII y presenta tales limitaciones que son inapropiadas para fines agropecuarios o de explotación forestal.